# Discours indirect libre
Pour les articles homonymes, voir FID.
 (septembre 2024).
Si vous disposez d'ouvrages ou d'articles de référence ou si vous connaissez des sites web de qualité traitant du thème abordé ici, merci de compléter l'article en donnant les références utiles à sa vérifiabilité et en les liant à la section « Notes et références ».
Le discours indirect libre (DIL) est un type de discours indirect implicite. On parle aussi de style indirect libre.

## Constructions
Cette construction littéraire a été décrite pour la première fois par le linguiste Adolf Tobler, en 1887. Il l'a découverte en étudiant les écrits de Zola et Flaubert. Un autre linguiste, Charles Bally, lui donna en 1912 un nom et l'appela « style indirect libre », et ce n'est que plus tard, que peu à peu, style devint discours, car cette forme vise à restituer une parole, et est donc plus proche du discours que du style.
Sa particularité est de ne pas utiliser de verbe introducteur (parler, dire, demander ou interroger, chuchoter, exprimer...), autrement dit, la proposition subordonnée contenant l'énoncé cité se retrouve privée de proposition principale : en conséquence, l'énoncé cité devient une proposition indépendante. C'est la transcription des paroles prononcées, écrites ou pensées, mais sans les embrayeurs du discours citant, et avec une modification du temps des verbes (passage au passé le plus souvent). De même, le locuteur n'est pas identifié de façon explicite.
Pourquoi le discours indirect libre n'a pas été repéré avant la fin du XIXe siècle ? L'hypothèse avancée pour expliquer son apparition à ce moment-là est qu'il est rattaché au réalisme (littérature), qui utilise souvent un style impersonnel. Les narrations de l'époque classique étaient exprimées par un narrateur identifié, procédé qui se prête mal à son usage. Plus généralement, la formation de plusieurs voix correspondant chacune à une personne était conçue comme un travail réalisé par le narrateur principal. Toutefois, il existe quelques cas qui ressemblent au discours indirect libre : par exemple, dans des œuvres de Marivaux ou de Racine, lorsqu'un narrateur imagine une objection que l'on pourrait lui faire.
Un autre aspect peut expliquer que cette notion ne soit pas formalisée avant le XIXe siècle : les formes utilisées pour rendre une polyphonie dans un discours ressemblaient à l'énallage (figure de style qui remplace un terme comme un nom par un autre) ou à l'ellipse (rhétorique) (qui omet un terme pour produire un effet de raccourci). Mais ces formes ont longtemps été considérées en France comme des fautes de style, quand bien même La Fontaine en fait usage. S'il existait bien, dans ce que nous appelons aujourd'hui la littérature, des textes qui engagent la polyphonie et la bivocalité, ils étaient, semble-t-il, considérés comme étant à la limite de la bonne pratique.

## Effets
Les voix du personnage et celle du narrateur « s'enchevêtrent », de sorte qu'on ne sache jamais parfaitement si c'est le narrateur ou le personnage qui parle (on parle d'ailleurs à ce propos de « superpositions de voix », ou encore, de « polyphonie »). Néanmoins, le discours indirect libre n'est pas introduit à l'aide de ponctuation, ce qui a pour effet la fluidité du récit et des voix.
« Le professeur se mit alors en colère. Il ne supportait plus la paresse de son élève. Il finirait par ne plus s'en occuper si celui-ci trouvait sans arrêt des excuses pour ne pas faire ses devoirs »…
« Il met bas son fagot, il songe à son malheur. / Quel plaisir a-t-il eu depuis qu'il est au monde ? » (Jean de La Fontaine - La Mort et le Bûcheron)
Les textes soulignés sont au discours indirect libre.
Le discours indirect libre ne se situe pas sur le même plan que le discours indirect ou le discours direct ; il cumule pourtant les avantages de ces deux discours. Il ne peut être caractérisé comme discours indirect libre hors contexte puisqu'il ne présente aucune marque d'introduction. Il faut donc s'attendre à de nombreux cas ambigus.

## Comparaisons
La phrase de La Fontaine au discours indirect libre :
Il met bas son fagot, il songe à son malheur. / Quel plaisir a-t-il eu depuis qu'il est au monde ?
transposée dans le discours indirect lié : 
Il met bas son fagot, il songe à son malheur. / Il se demande quel plaisir il a eu depuis qu'il est au monde.
transposée dans le discours direct lié : 
Il met bas son fagot, il songe à son malheur : / « Quel plaisir ai-je eu depuis que je suis au monde ? » se demande-t-il.